# Smörtjärnen (Idre socken, Dalarna)
Smörtjärnen är en sjö i Älvdalens kommun i Dalarna och ingår i Dalälvens huvudavrinningsområde.